# متروبنک سنتر
متروبنک سنتر (انگلیسی: Metrobank Center) ساختمان اداری ۶۶ طبقه مستقر در شهر تاگیگ، فیلیپین است، که در سال ۲۰۱۷ احداث گردید.